# Гильом Аманье I де Безом
Гильом Аманье I д’Альбре (фр. Guillaume Amanieu Ier d'Albret; умер после 1097) — виконт де Безом и де Бенож, вероятно сын Аманье II д’Альбре.

## Биография

### Правление
По реконструкции Ж. де Жургена, Гильом Аманье I был сыном Аманье II д’Альбре.
Благодаря браку с виконтессой де Безом Амовиной, Гильом Аманье I унаследовал Безом и Бенож.
Вместе с братом Бернаром Эзи I д’Альбре Гильом Аманье подписался на хартии, данной в 1079 или 1089 году монастырю Гран-Сов.
Последний раз Гильом Аманье упоминается в 1097 году, когда он и его жена передали двух крестьян монастырю Гран-Сов для своего сына Гильома Аманье II, участвовавшего тогда в Первом крестовом походе.

### Брак и дети
Жена: Амовина де Безом (ум. после 1097), виконтесса Безома, вероятно, дочь виконта Безома Родольфо Арто. У них известен один сын:
- Гильом Аманье II (ум. до 1103), виконт де Безом и де Бенож